# Август Шмідт
Август Шмідт (нім. August Schmidt; нар. 3 листопада 1892, Фюрт, Баварія — пом. 17 січня 1972, Мюнхен) — німецький воєначальник часів Третього Рейху, генерал-лейтенант (1943) Вермахту. Кавалер Лицарського хреста з Дубовим листям (1944).

## Біографія
Учасник Першої світової війни. Після демобілізації армії залишений у рейхсвері, служив у піхоті. З 1 травня 1939 року — командир 20-го піхотного полку 10-ї піхотної дивізії (з листопада 1940 року — мотопіхотної). Учасник Польської і Французької кампаній, а також німецько-радянської війни. З 6 жовтня 1940-го по 5 вересня 1941 року — командир 21-го піхотного полку. З 31 січня по 1 березня 1942 року — в.о. командира 50-ї піхотної дивізії. З 25 квітня 1942 року — командир 10-ї моторизованої дивізії. Взимку 1943/44 років відзначився у боях під Києвом і Кіровоградом. У вересні 1944 року переведений у резерв. 8 квітня 1945 року взятий у полон радянськими військами в Чехії. 30 липня 1948 року військовим трибуналом засуджений до 25 років таборів. 7 жовтня 1955 року репатрійований у ФРН.

## Нагороди
- Залізний хрест
  - 2-го класу (14 вересня 1914)
  - 1-го класу (14 жовтня 1916)
- Хрест «За військові заслуги» (Мекленбург-Шверін) 2-го і 1-го класу
- Орден «За заслуги» (Баварія) 4-го класу з мечами і короною
- Нагрудний знак «За поранення» в чорному
- Почесний хрест ветерана війни з мечами (1 липня 1934)
- Медаль «За вислугу років у Вермахті» 4-го, 3-го, 2-го і 1-го класу (25 років)
- Медаль «У пам'ять 1 жовтня 1938» із застібкою «Празький град»
- Застібка до Залізного хреста
  - 2-го класу (17 вересня 1939)
  - 1-го класу (1 жовтня 1939)
- Лицарський хрест Залізного хреста з дубовим листям
  - лицарський хрест (27 жовтня 1939)
  - дубове листя (№371; 23 січня 1944)
- Нагрудний знак «За поранення» в чорному
- Медаль «За зимову кампанію на Сході 1941/42» (22 серпня 1942)
- Відзначений у Вермахтберіхт (18 січня 1944)

Військова кар'єра
- 31 липня 1911 — фанен-юнкер
- 7 березня 1912 — фенріх
- 23 жовтня 1913 — лейтенант
- 17 січня 1917 — обер-лейтенант
- 25 січня 1923 — гауптман
- 1 квітня 1933 — майор
- 1 лютого 1935 — оберст-лейтенант
- 1 квітня 1938 — оберст
- 1 жовтня 1941 — генерал-майор
- 1 січня 1943 — генерал-лейтенант